# Théories du fascisme
Les théories du fascisme s'attachent à expliquer les causes, les origines, la nature, la dynamique interne du phénomène fasciste. Ces théories, développées depuis le début du fascisme, sont nombreuses, diverses et contradictoires, tributaires notamment de la définition de l'objet étudié, de la position idéologique de la personne qui les exprime et de son angle d'approche (militant, moraliste, scientifique…) et de l'époque de leur expression.
Le fascisme, sous sa forme italienne d’abord, puis sous sa forme générique d’idéologie politique nationaliste et autoritaire des années 1920-1940, a donné lieu à de nombreuses interprétations contradictoires de la part des différents courants de pensée politiques ainsi que des chercheurs des différentes sciences humaines – histoire, économie, sciences politiques, sociologie, psychanalyse, etc.
Ces interprétations se basent par ailleurs sur des définitions parfois différentes du fascisme, élément qui doit également être pris en compte pour bien les comprendre. Elles ont cependant tendance à considérer le fascisme sous sa forme large, c’est-à-dire de phénomène politique européen (incluant en général fascisme italien et nazisme allemand, parfois d'autres régimes tels le franquisme espagnol, etc.) et pas seulement sa définition strictement italienne.
Les interprétations du fascisme sont classiquement regroupées en trois grandes catégories, à l’instar de l'historien français Pierre Milza dans son ouvrage de synthèse Les Fascismes :
- les trois thèses classiques, contemporaines du fascisme, sont souvent le fait de militants et penseurs antifascistes et sont donc marquées par ce contexte : thèse libérale de la « parenthèse antilibérale » ; thèse du déterminisme historique de l’Italie et de l’Allemagne ; thèse marxiste de l’expression du grand capital ;
- les thèses issues des sciences humaines ont dominé les années 1950-1960. Parmi elles, la thèse du phénomène totalitaire de l’école américaine, la thèse de l’expression politique des classes moyennes et les thèses psychanalytiques (dont Wilhelm Reich et l'École de Francfort) ;
- les années 1970 voient l’appropriation du phénomène par les historiens, symbolisée notamment par la controverse autour des travaux de Renzo De Felice concernant le fascisme italien, la « querelle des historiens » suscitée par les travaux d'Ernst Nolte sur le nazisme, ou encore les spéculations sur l’existence ou non d’un fascisme français à la suite des travaux de Zeev Sternhell, etc.

## Thèses classiques
Les trois thèses classiques élaborées au cours des années 1920-1930 sont marquées par leur époque. La droite y voit globalement un accident de parcours sur le chemin de la démocratie libérale et la gauche socialiste (dans lequel domine alors l’idéologie marxiste), y voit une forme prise par la dictature de la bourgeoisie au sein du système capitaliste. Quant à l’école historiciste, elle incrimine l’Histoire voire la culture des pays concernés, Italie et Allemagne.

### La thèse libérale: un accident antilibéral de l’histoire
Les penseurs et hommes politiques démocrates et libéraux interprètent dès les années 1920 le fascisme – tout comme le bolchévisme – comme un « accident de l’histoire », une parenthèse temporaire à contre-courant de l’évolution naturelle vers la démocratie libérale, fruit de la confusion mentale et sociale née de la Première Guerre mondiale.
La thèse est notamment soutenue à partir de 1926 par l’économiste et ancien président du conseil radical italien Francesco Nitti (1868-1953).

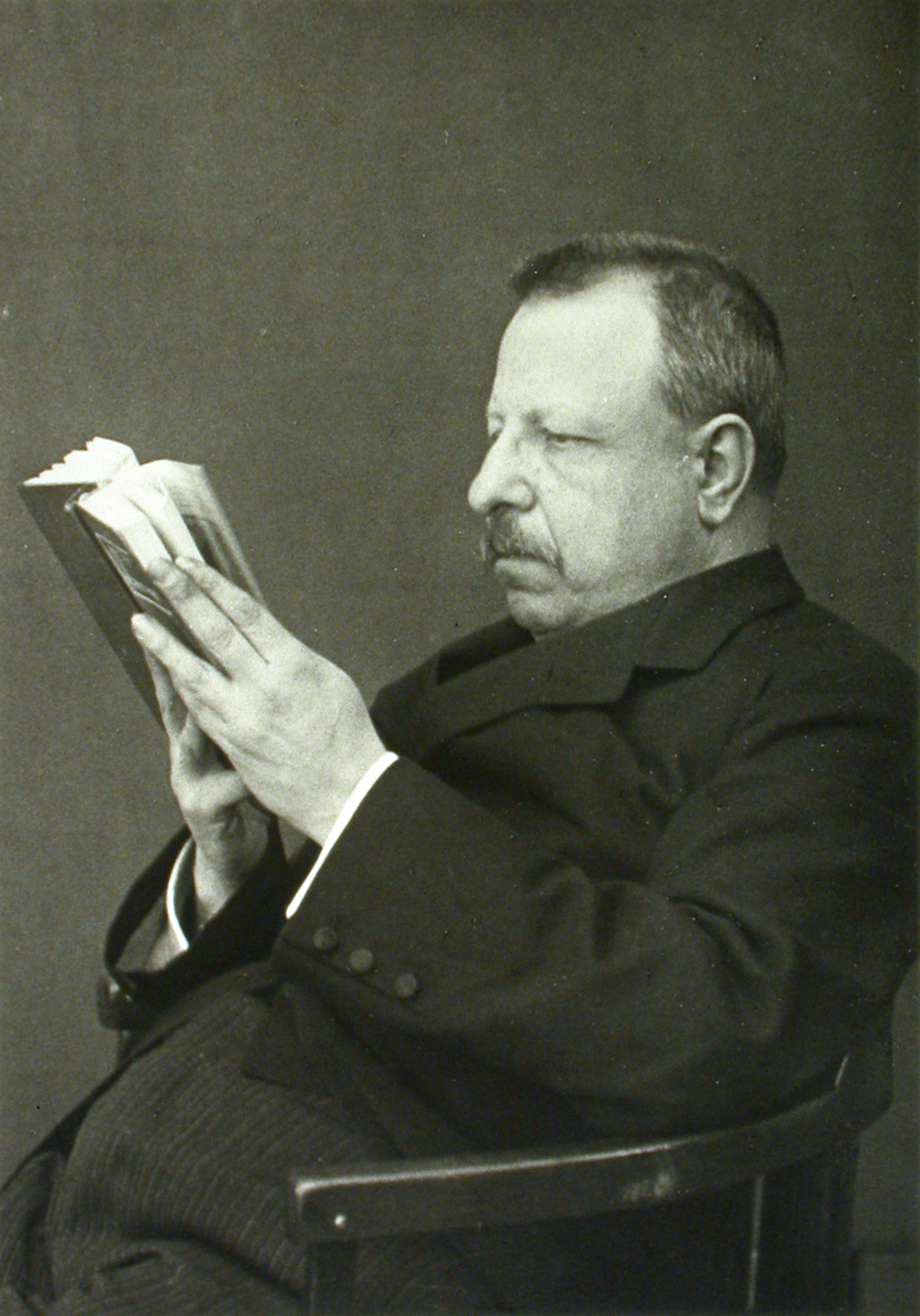
Benedetto Croce

Elle trouve son principal porte-parole en Benedetto Croce (1866-1952), historien, philosophe et leader du parti libéral italien. Croce développe sa thèse de 1943 à 1947, estimant que le fascisme est un phénomène apparu dans plusieurs pays européens pour tenter de freiner la réalisation des idéaux des Lumières.
L’application de cette théorie au cas allemand est notamment le fait du grand historien libéral allemand Friedrich Meinecke (1862-1954) (Die deutsche Katastrophe, 1946) qui s’appuie sur les écrits du grand historien suisse de Jacob Burckhardt (1818-1897), proche de Nietzsche.
Parmi les historiens défendant l’idée d’une crise morale de la civilisation libérale et du besoin des masses de remplacer les idéaux traditionnels par une nouvelle foi « restructurante », citons les historiens allemands Gerhard Ritter (1888-1967, de tendance national-conservateur, résistant antinazi) (Die Dämonie der Macht, 1947) et Golo Mann (1909-1994, considéré comme conservateur) (Deutsche Geschichte des 19 und 20 Jahrunderts, 1958), l’historien américain Hans Kohn (1891-1971) (The Twenthieth Century, 1949), etc.

### Les thèses des racines historiques
Selon ce courant de pensée, le fascisme est la résultante, le fruit presque naturel et inéluctable, de l’histoire nationale de l’Italie comme de l’Allemagne. Comme le dit l’historien français Pierre Milza, cette thèse « met l’accent sur les responsabilités de la bourgeoisie italienne et allemande dans l’avènement du fascisme et du national-socialisme. ». L'historien Pierre Milza attribue la paternité de cette thèse aux courants non marxistes de la gauche italienne.
Un premier courant d’historiens fait remonter la cause du fascisme au XVIIe siècle avec les États italiens despotiques et corrompus et l’Allemagne luthérienne prônant l’obéissance aveugle à l'État. Pour le cas allemand, la thèse des causes historiques anciennes a été développée très tôt, notamment par le grand germaniste français Edmond Vermeil (1878-1964) (Doctrinaires de la révolution allemande, 1938 ; L’Allemagne, Essai d’explication, 1939), par l’universitaire, aventurier et journaliste américain William Montgomery Mac Govern (1897-1964) (From Luther to Hitler, The history of fascist-nazi political philosophy, 1941) ou encore par l’historien et écrivain conservateur américain Peter Viereck (1916-2006) (Metapolitics : from romantics to Hitler, 1941). Pour l'Allemagne, l'idée d'une destinée particulière est la théorie du Sonderweg.
Un second courant, plus développé, met surtout l’accent sur la période 1850-1914 marquée en Allemagne comme en Italie par l’unification du pays et le début de l’industrialisation. Globalement, ces thèses reposent sur l'idée que l'industrialisation rapide connue par ces deux pays a provoqué de profonds déséquilibres politiques et sociaux, notamment la juxtaposition d’une élite politique réduite et traditionnelle (féodale en Allemagne, plus parlementaire en Italie) et d’une classe ouvrière mal intégrée dans le système politique. Pour l’Italie, la théorie a notamment été développée par l’historien britannique Denis Mack Smith (né en 1920) (Italy. A modern history, 1959).
Un troisième courant s’éloigne du caractère un peu inéluctable du fascisme avancé par les deux premiers pour s’attacher à rechercher, d’une façon « infiniment plus nuancée » selon Pierre Milza, des germes du fascisme, qui auraient cependant pu, dans d’autres circonstances, ne pas se développer. Pour Pierre Milza, appartiennent notamment à ce courant les ouvrages de l’historien allemand (de droite) Karl Dietrich Bracher (né en 1922) sur le nazisme (Die Deutsche Dikatur, 1969), ainsi que ceux de l’italien Federico Chabod (1901-1960, résistant antifasciste, libéral, membre du Parti d’Action) sur le fascisme italien.

### Les thèses marxistes

#### La thèse marxiste orthodoxe
La thèse marxiste, qui a connu de nombreuses variantes et évolutions, voit dans le fascisme l’une des formes prises par le régime bourgeois lors de la phase capitaliste de l’histoire (dans le cadre de la théorie marxiste de l’Histoire). La bourgeoisie peut exercer sa dictature sur le prolétariat aussi bien à travers la démocratie, qui se cache derrière des libertés strictement formelles, qu’à travers une forme plus ouverte, le fascisme. Le fascisme est plus particulièrement la forme prise par le régime bourgeois au stade de la concentration monopoliste, de l’impérialisme et de la défense contre la lutte des classes organisée par le prolétariat.
Au cours du IVe congrès de l'Internationale communiste de 1922, plusieurs théories s’opposent sur l’importance du phénomène :
- certains voient dans le fascisme un changement sérieux (Léon Trotski, Grigori Zinoviev),
- d'autres considèrent le gouvernement de Mussolini comme un phénomène passager (Umberto Terracini) ou un simple changement de personnel au sein de la bourgeoisie (Amadeo Bordiga).

Les théories sont également divergentes concernant la nature du phénomène fasciste :
- c'est l’expression réactionnaire des agrariens pour les uns (Grigori Zinoviev),
- c'est un phénomène issu du capitalisme moderne pour les autres (Amadeo Bordiga, Karl Radek).

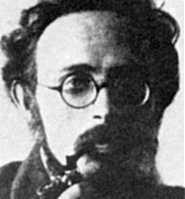
Karl Radek

En 1922, le IVe congrès de la IIIe Internationale définit finalement, par la voix de Karl Radek, le fascisme comme « l’offensive du capital » et une forme nouvelle et préventive de contre-révolution.
En 1924, le Ve Congrès du Komintern estime que le fascisme est l’expression de la crise finale du capitalisme et la dernière forme de dictature de la bourgeoisie avant la révolution. Nicolaï Boukharine établit alors la notion de « front unique de la bourgeoisie », selon laquelle fascisme et social-démocratie ne sont que deux formes différentes du même phénomène : la dictature de la bourgeoisie. D’où la mise en place de la tactique de « classe contre classe » (qui inclut la lutte contre la social-démocratie) qui restera en place jusqu’en 1935. L’historien français Pierre Milza juge que cette thèse « aboutit, à l’idée que le fascisme est, dans une certaine mesure, un phénomène positif en ce sens qu’il rapproche le prolétariat de la Révolution ».
En 1928, le VIe congrès de la IIIe Internationale (le premier de l’ère stalinienne) définit le fascisme comme l’instrument mis au point par la bourgeoisie pour combattre la classe ouvrière et l’expression directe de la bourgeoisie au pouvoir.
En 1930, le VIIe congrès de la IIIe Internationale, par la voix de Georgi Dimitrov, précise que « le fascisme est la dictature terroriste ouverte des éléments les plus réactionnaires, les plus chauvins, les plus impérialistes du capital financier ». Ce qui infirme théoriquement l’idée de front unique de la bourgeoisie de 1924. Selon Pierre Milza, la formulation du VIIe congrès est « assez proche de ce qu’est aujourd’hui encore l’interprétation marxiste du fascisme, au moins dans sa version du marxisme orthodoxe ».

#### Autres thèses marxistes

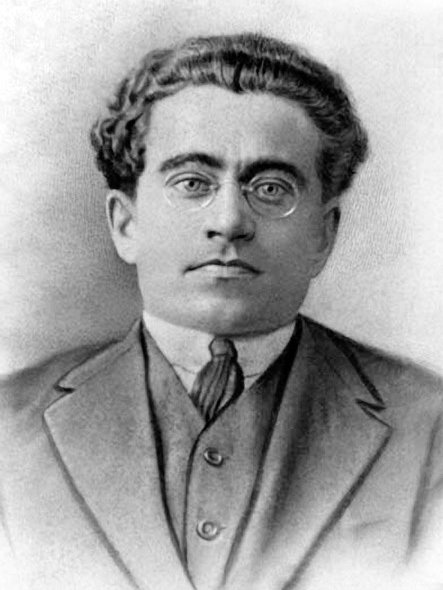
Antonio Gramsci en 1922

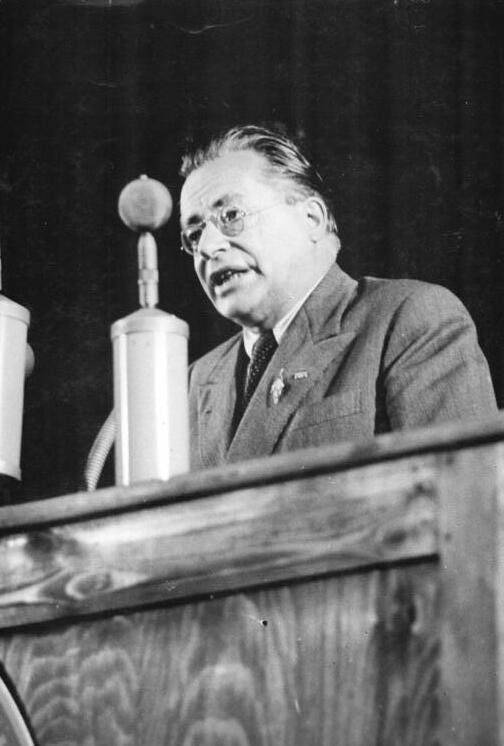
Palmiro Togliatti en 1950

Les dirigeants de Parti communiste italien, du fait de leur expérience personnelle du phénomène fasciste, ont émis des thèses différentes de l’Internationale communiste. Tout d’abord, concernant l’infrastructure économique, Antonio Gramsci juge que le fascisme n’est pas l’expression d’un capitalisme mature, mais au contraire d’un capitalisme jeune (Thèses de Lyon, IIIe congrès du Parti communiste italien, 1926). Pour sa part, Palmiro Togliatti juge que le fascisme ne se développera pas dans les pays anciennement industrialisés (A proposito del fascismo, 1928). Ensuite, concernant la superstructure politique, Gramsci et Togliatti estiment que le fascisme possède une marge d’autonomie face au grand capital, ne serait-ce qu’en raison des luttes de pouvoir entre les groupes de la bourgeoisie. Gramsci a ainsi d’abord distingué en 1921 au sein du fascisme entre petite bourgeoisie urbaine hésitante et bourgeoisie agraire déterminée (Gramsci, « The Two Fascisms », 1921). Puis Gramsci a distingué à partir de 1926 les « anciens » et les « nouveaux », représentés par des éléments de la petite bourgeoisie et de la bourgeoisie à la conquête du pouvoir contre les élites traditionnelles (Gramsci, « A Study of the Italian Situation », 1926).
Prenant la tête du PCI après Gramsci, Togliatti estime même que des éléments communistes peuvent s’introduire dans les organisations de l’État fasciste afin de l’infléchir (P. Togliatti, Lectures on Fascism, New York, 1976).
August Thalheimer, ancien dirigeant du Parti communiste d'Allemagne, estime que le fascisme est comme le bonapartisme un état d’exception par lequel la bourgeoisie abandonne son pouvoir politique à un chef extérieur à elle afin de mieux sauver son pouvoir économique (Über den Faschismus, in la revue communiste Gegen den Strom, 1930). Il ne prélude donc pas nécessairement à la révolution socialiste.
Pour sa part, Léon Trotski insiste notamment sur le rôle des classes moyennes.
Plus éloigné du marxisme, Pietro Nenni (1891-1980), leader du Parti socialiste italien en exil à partir de 1931, estime que le fascisme est un phénomène polymorphe qui soutient généralement la bourgeoisie mais ne se réduit pas à cet aspect (Pietro Nenni, Vingt ans de fascisme, Paris, 1960).

## Thèses des sciences sociales
En explorant le phénomène fasciste à travers leurs outils et méthodes, les différentes sciences sociales ont dominé la réflexion sur le fascisme durant la période 1950-1960. Elles ont donné lieu à l’établissement de théories, souvent accusées par les historiens pour leur rigidité, leur généralisation ou leur abstraction, mais fournissant tout de même des pistes ou des éléments de réflexion nouveaux et fructueux qui seront ultérieurement utilisés par les historiens.

### La thèse du phénomène totalitaire de l’école américaine

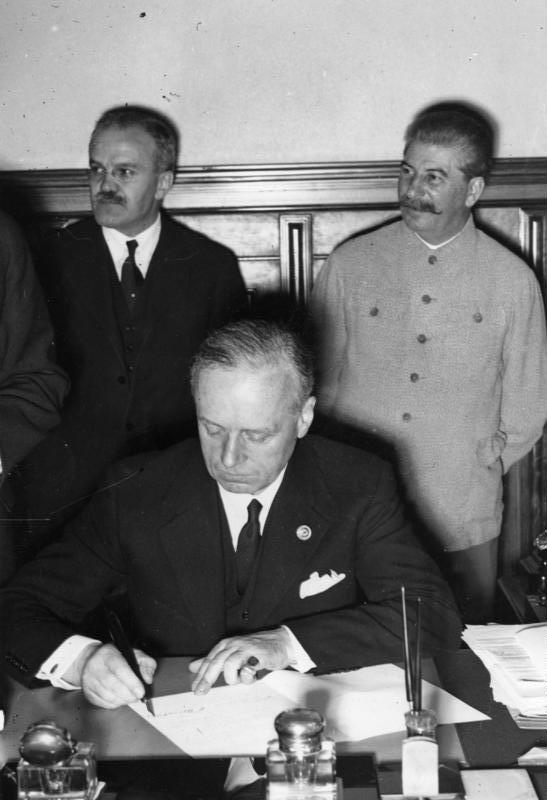
Le pacte germano-soviétique de 1939, un rapprochement qui facilite l'analogie entre les régimes totalitaires

La thèse dominante dans la pensée occidentale non marxiste des années 1950 est celle du « phénomène totalitaire ». Pour ce courant de pensée, le totalitarisme est une expression politique propre au XXe siècle, produite, essentiellement, par la disparition des groupes sociaux traditionnels sous l’effet de la révolution industrielle provoquant l’atomisation du corps social et la formation de masses sans attaches politiques particulières. Ces masses ont donc pu être la proie d’idéologies démagogiques et populistes, donnant naissance aux régimes totalitaires que ce soit sous leur forme fasciste ou sur leur forme communiste, les deux s’opposant au modèle de la société libérale et démocratique.
La comparaison entre les phénomènes « communiste » (bolchévique, stalinien) et fasciste a commencé avant la seconde guerre mondiale avec par exemple les écrits de Hermann Rauschning, ancien président nazi du Sénat de Dantzig, devenu antinazi en 1935 (1887-1982) (La Révolution du nihilisme, 1937) ou des américains Carlton J. Hayes et Thomas Woody (Proceedings of the american philosophical society, 1940). Le pacte germano-soviétique de 1939 a facilité un temps ces comparaisons. L’alliance anglo-américaine avec l’URSS contre le nazisme (1941) a au contraire donné un coup d’arrêt temporaire à la diffusion de cette thèse.
La thèse du phénomène totalitaire a connu sa principale expression aux États-Unis au cours de la guerre froide (années 1950). Ses principaux représentants sont
- la philosophe Hannah Arendt (1906-1975) (The origin of totalitarianism, 1951)[2],
- le politologue américain Carl Joachim Friedrich (1901-1984) et le géo-politilogue Zbigniew Brzezinski (Totalitarian dictatorship and autocracy, 1956)[2],
- l’historien israélien Jacob Leib Talmon (The Origins of Totalitarian Democracy, 1952), qui remonte la généalogie du totalitarisme au messianisme jacobin (Buonarroti, Mazzini).

Il existe cependant bien des nuances. Par exemple concernant le régime italien, Pierre Milza explique : « Si pour Franz Leopold Neumann, par exemple, l'Italie fasciste fut un régime totalitaire peu différent de ses homologues nazi et stalinien, le politologue italien Domenico Fisichella considère qu'il resta toujours un « totalitarisme manqué », et Hannah Arendt elle-même conclut que, jusqu'en 1938, le régime mussolinien fut essentiellement « une banale dictature nationaliste ». ». L'historien italien Emilio Gentile, pour sa part, soutient l’idée que le fascisme fut le premier totalitarisme du XXe siècle. Gentile montre que la position d'Arendt s'inscrit dans une méconnaissance du fonctionnement du régime de la part de la philosophe américaine. De plus, cette vision du régime mussolinien a eu une influence notable parmi ses contemporains et continue de servir de point de référence de nos jours. Ainsi, le philosophe et sociologue libéral français Raymond Aron juge pour sa part que « Le régime de Mussolini ne fut jamais totalitaire : les universités, les intellectuels ne furent pas mis au pas, même si leur liberté d’expression fut restreinte. ». De récents travaux attaquent cette position qui réduit la nocivité de ce régime. En 2018, Marie-Anne Matard-Bonucci analyse entre autres les aspects de domination linguistique, sociale ou encore colonial du fascisme italien.

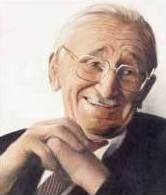
Friedrich Hayek

Le courant de pensée libéral constitue une aile encore plus politique de la théorie totalitaire. Sans même avoir besoin de faire intervenir ce concept, il souligne la parenté entre le socialisme et le fascisme dans la volonté de soumission à l’État de la société et des individus. Ce courant remonte à l’économiste et philosophe libéral austro-britannique Friedrich Hayek (1899-1992) qui établit en 1943 la comparaison entre fascisme et socialisme comme deux formes de l’étatisme (La Route de la servitude, 1943). Il est suivi notamment par l’économiste austro-américain Ludwig von Mises (1881-1973) pour lequel le fascisme est « une scission qui s'était opérée dans les rangs du socialisme marxiste qui était, sans nul doute, une doctrine importée. Son programme économique avait été emprunté au socialisme allemand non-marxiste et son agressivité avait été copiée également sur des Allemands » tandis que pour lui « La philosophie des nazis, le parti ouvrier allemand national-socialiste, constitue la manifestation la plus pure et la plus puissante de l'esprit anticapitaliste et socialiste de notre ère » (Planned chaos, 1947).
Le philosophe et sociologue libéral français Raymond Aron place le fascisme comme le marxisme, parmi les religions séculières (« L'avenir des religions séculières », in La France libre, 1944, repris dans L’opium des intellectuels, 1955).

### Autres interprétations sociologiques
La sociologue allemand Karl Mannheim (1893-1947) a considéré dès 1929 que le fascisme est le fruit de masses inorganisées guidées par des intellectuels déclassés (Ideologie und Utopie, 1929).
Le sociologue français de droite Jules Monnerot (1909-1995) a notamment étudié le rôle du fascisme en tant qu’arrivée au pouvoir d’une nouvelle élite dirigeante (Sociologie de la révolution : Mythologies politiques du XXe siècle. Marxistes-léninistes et fascistes, Paris, Fayard, 1969).
Le sociologue français Georges Gurvitch (1894-1965) estime que le fascisme et les régimes populistes au sens large (y compris ceux du tiers monde) sont l’expression politique de la société technico-bureaucratique moderne (Les cadres sociaux de la connaissance, PUF, 1966).
Le philosophe et prix Nobel de littérature bulgare de langue allemande Elias Canetti (1905-1994), a étudié « l'instinct de masse » par lequel « l'homme, par peur de l'inconnu, se réfugie au sein de la masse » (Masse et puissance, 1960).

### La thèse du rôle central des classes moyennes
Un bon nombre de thèses sur le fascisme considèrent avant tout ce phénomène comme l’expression politique non pas des masses (comme le font les thèses du phénomène totalitaire notamment), mais plus spécifiquement des classes moyennes.
Cette thèse a été développée dès les années 1930, notamment par Léon Trotski et certains marxistes non orthodoxes, mais aussi par le sociologue de la communication américain Harold Dwight Lasswell (The psychology of hitlerism, 1933/1948), l’Américain Davis J. Saposs (The role of the middle class in social development: Fascism, Populism, Communism, Socialism, in Economic Essays in Honor of Wesley Clair Mitchell, 1935), le Danois Svend Ranulf (1894-1954) (Moral indignation and middle class psychology: a sociological study, Copenhague 1938).
Le sociologue américain Nathaniel Stone Preston (Politics, Economics, and Power; Ideology and Practice Under Capitalism, Socialism, Communism and Fascism, New York, Macmillan, 1967), à l’instar notamment de l’historien italien Luigi Salvatorelli (1886-1974) (Nazionalfascismo, 1923), considère le fascisme comme l’expression politique de la classe moyenne prolétarisée, en opposition à la fois au grand capitalisme et au marxisme.
Le sociologue politique américain Seymour Martin Lipset (notamment dans son best-seller Political man : The social base of politics, 1960) a réalisé deux apports importants à la recherche sur le fascisme. Tout d’abord, il replace le fascisme dans la théorie des familles politiques : la bourgeoisie à droite, les ouvriers et paysans pauvres à gauche et les classes moyennes au centre. Mais chacun de ces courants politiques est divisé entre une tendance modérée et une tendance extrémiste. Dans cette théorie le fascisme est « l’aile extrémiste de la famille centriste » (donc des classes moyennes). Pierre Milza remarque que cette thèse permet de distinguer le fascisme des dictatures de droite traditionnelle comme des régimes « communistes ». Ensuite, Lipset est l’un de ceux qui ont montré que l’électeur fasciste (en l’occurrence, dans ses études, l’électeur nazi) est un petit bourgeois bien intégré dans le corps social.
Si, pour les sociologues du totalitarisme, les masses deviennent fascistes en raison de leur atomisation, plusieurs sociologues ont au contraire estimé dans les années 1960 que les soutiens au fascisme étaient des classes moyennes bien intégrées. C’est le cas du sociologue américain Seymour Martin Lipset, qui déduit de la sociologie électorale que l’électeur nazi moyen de 1932 n’est pas un réprouvé, mais est « membre indépendant des classes moyennes, protestant, vivant dans sa ferme ou dans une petite localité, ex-électeur d’un parti centriste ou régionaliste, hostile à la grande industrie » (Der Faschismus, der linke, die rechte und die mitte, in Kölner Zt. F. Soziologie une sozialpsychologie, 1959, repris par l'historien allemand Ernst Nolte dans Theorien über den Faschismus, Köln 1967). C’est aussi la conclusion du sociologue américain William Sheridan Allen, qui a étudié les électeurs nazis de la ville de Northeim-en-Westphalie (The Nazi Seizure of Power: The Experience of a single German Town, 1962. En français : Une petite ville nazie, 1930-1935),.

### Autre thèses socio-économiques
Pour le politologue italo-américain A. F. Kenneth Organski (1923-1998) (s’inspirant en cela de Walt Whitman Rostow, Les étapes de la croissance économique, 1960), les sociétés contemporaines passent par quatre étapes de développement (unification primitive, puis industrialisation, puis bien-être national, puis abondance). Le fascisme est l’une des solutions politiques possibles dans la première phase du stade d’industrialisation (The stages of politial development, 1965). Pierre Milza critique cette thèse, qui pose problème pour l’Allemagne qui était déjà pleinement industrialisée à l’arrivée au pouvoir de Hitler, mais la juge intéressante concernant les pays en voie de développement actuellement.

### Les thèses de l’école de Francfort

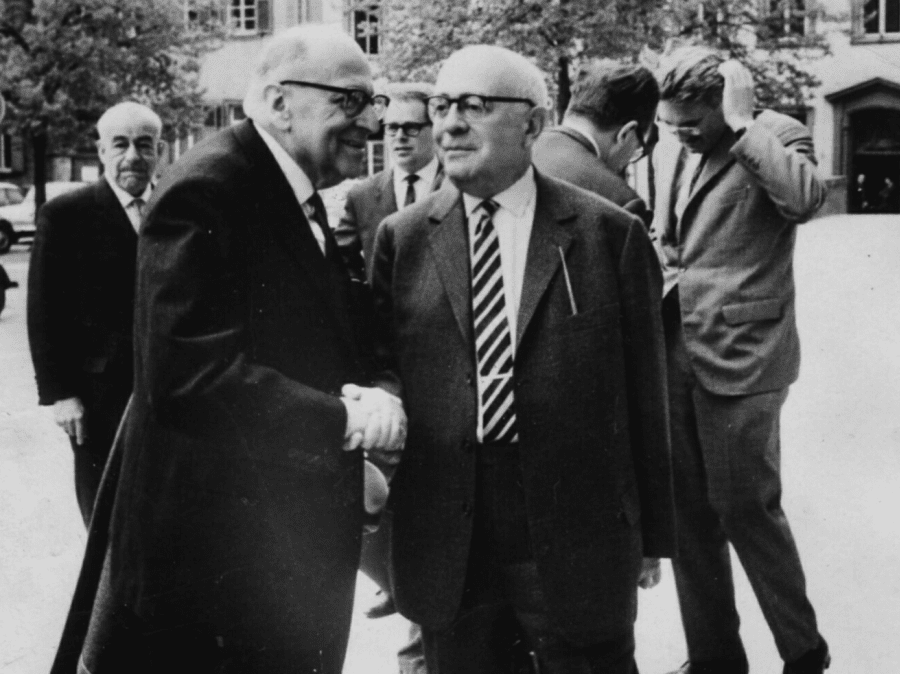
Max Horkheimer (devant à gauche), Theodor Adorno (devant à droite), et Jürgen Habermas (main dans les cheveux)

L’École de Francfort, qui se situe dans la lignée marxiste, mais d’un marxiste non « orthodoxe », a donné, du fait de la pluralité de ses membres et des sciences humaines mises en œuvre, une théorie multidimensionnelle du fascisme. Ses principaux représentants sont Herbert Marcuse, Max Horkheimer, Theodor Adorno, Jürgen Habermas, etc.
Sur le plan socio-économique, l’École de Francfort estime globalement que le fascisme est né de la contradiction apparue à un certain stade de développement du capitalisme, selon le matérialisme historique, entre le caractère monopoliste de l’infrastructure économique et le discours encore libéral de la superstructure. Pour résoudre ce décalage dangereux, la capitalisme monopoliste peut choisir de revêtir la forme du fascisme. Mais il peut aussi opter pour d’autres solutions plus subtiles permettant de maintenir son visage libéral (la société unidimensionnelle décrite par Marcuse).
L’École de Francfort a également développé une théorie psychologique du fascisme (et singulièrement du nazisme). Pour le philosophe et sociologue allemand Max Horkheimer (1895-1973), le décalage entre infrastructure et superstructure aurait entraîné le développement de tendances irrationnelles, dont l’antisémitisme (Autoritärer Staat. Die Juden und Europa. Aufsätze 1939-1941, Amsterdam, de Munter, 1967). Pour le philosophe et sociologue allemand Theodor W. Adorno (1903-1969) et le psychanalyste allemand Erich Fromm (1900-1980), la déstructuration des sociétés au XXe siècle a provoqué chez l’individu un sentiment d’impuissance qui donne naissance à la « personnalité autoritaire », ensuite récupérée par les nazis (Erich Fromm, Escape from freedom (aussi connu sous le titre Fear from Freedom), 1941 et 1963).

### La thèse psychanalytique de Wilhelm Reich
Le psychanalyste austro-américain Wilhelm Reich (1897-1957) a émis dès 1933 une théorie psychanalytique du fascisme (Massenpsychologie des Faschismus) reposant sur l’idée que trois couches composent le caractère de l’Homme et correspondent chacune à un comportement politique :
- une couche superficielle (maîtrise de soi, courtoisie, vie sociale, sens du devoir, morale) correspondant au libéralisme politique.
- une couche moyenne de pulsions refoulées, notion comparable à l’inconscient de Freud (sadisme, lubricité, cupidité, envie, etc.) correspondant au fascisme ;
- un noyau biologique profond (bonté, amour) correspondant à l’idéal révolutionnaire.

Wilhelm Reich estime que le développement de la couche moyenne (le fascisme) intervient en cas d’aliénation de l’individu et de répression, sexuelle notamment. Ce qui expliquerait selon lui pourquoi la petite bourgeoisie, les femmes et les jeunes, principaux sujet de répression, sont particulièrement sensibles au fascisme.

## Le retour à l’Histoire
Les années 1970 voient l’appropriation du phénomène fasciste, qui commençait alors à devenir un fait d’Histoire (en 1970, le fascisme était tombé depuis 25 ans), par les historiens. L’appropriation par les historiens, souhaitant revenir aux faits et se dégager des grandes interprétations idéologiques des périodes précédentes, est intervenue sous deux formes :
- la forme prudente de la mode des monographies centrées sur l’analyse scientifique et impartiale de micro-phénomènes ;
- la forme plus audacieuse des controverses initiées par des historiens décidés éventuellement à briser les tabous politiques. Les principales controverses sont les travaux de Renzo De Felice sur le fascisme italien (controverse déclenchée en 1974), la « querelle des historiens » initiée par les travaux d'Ernst Nolte sur le nazisme (1986-1989 et 2000), ou encore les spéculations sur l’existence ou non d’un fascisme français à la suite des travaux de Zeev Sternhell (depuis 1985), etc.

Le symbole du retour à l’histoire est la controverse qui a suivi la publication par l’historien italien Renzo De Felice (1929-1996) d’une monumentale biographie de Benito Mussolini (publiée de 1965 à 1997). Le quatrième tome (Mussolini il Duce. Gli anni del consenso 1929-1936 (1974)) et L’Intervista sul fascismo (1975) soulèvent les passions. De Felice soutient la thèse que le fascisme est une expression du national-jacobinisme progressiste, soutenu par les classes moyennes émergentes (et non des classes moyennes en déclin comme dans l’interprétation marxiste) : petits entrepreneurs, salariés, etc. De Felice distingue deux formes du fascisme, « fascisme-mouvement » et « fascisme-régime », qui coexistent jusqu’à la fin, ce qui l’incite à juger aussi le fascisme sur son projet et pas seulement sur ses actes (comme c’était le cas pour les régimes inspirés du marxisme-léninisme). De Felice était notamment suivi par l’historien Emilio Gentile (né en 1946, à ne pas confondre avec le philosophe fasciste Giovanni Gentile, mort en avril 1944).

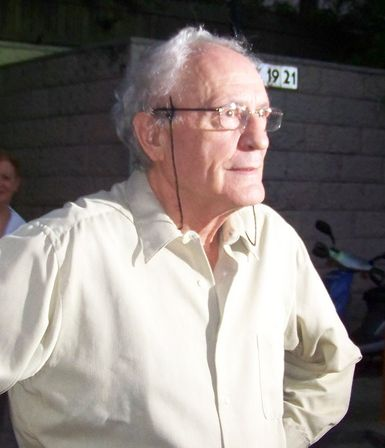
Zeev Sternhell

L’historien israélien Zeev Sternhell (né en 1935) fait du fascisme une idéologie anti-Lumières, attirant et faisant la synthèse entre éléments traditionalistes contre-révolutionnaires (mais pas tous) et éléments socialistes non marxistes. Il situe la naissance du fascisme dans la droite révolutionnaire française de la fin du XIXe siècle (lire l’article détaillé sur le Fascisme en France).
L’historien et philosophe allemand Ernst Nolte a créé la controverse en 1986 (notamment avec l’ouvrage La Guerre civile européenne). Partisan de la théorie du totalitarisme, il estime que fascisme et marxisme-léninisme se répondent dans l’histoire, le fascisme étant une réponse au marxisme-léninisme dont il s’inspire pour une bonne part. Nolte estime que le fascisme tire une part de son idéologie dans le système démocratique (l’union nationale, l'idée de « volonté générale ») et dans les régimes marxistes-léninistes (système totalitaire, système concentrationnaire, le goulag ayant selon lui inspiré Auschwitz).
L’historien français Pierre Milza insiste pour sa part sur le fait qu’il n’existe pas un fascisme, mais des fascismes, dépendant des conditions géographiques et temporelles. Il insiste notamment sur les différentes phases du fascisme, dégageant de l’étude des différents fascismes des traits communs : le premier fascisme, révolutionnaire ; le deuxième fasciste, allié avec la bourgeoisie pour accéder au pouvoir ; le troisième fasciste, totalitaire ; et enfin, une quatrième phase marquée par un raidissement totalitaire et des velléités de retour aux sources révolutionnaires et sociales.

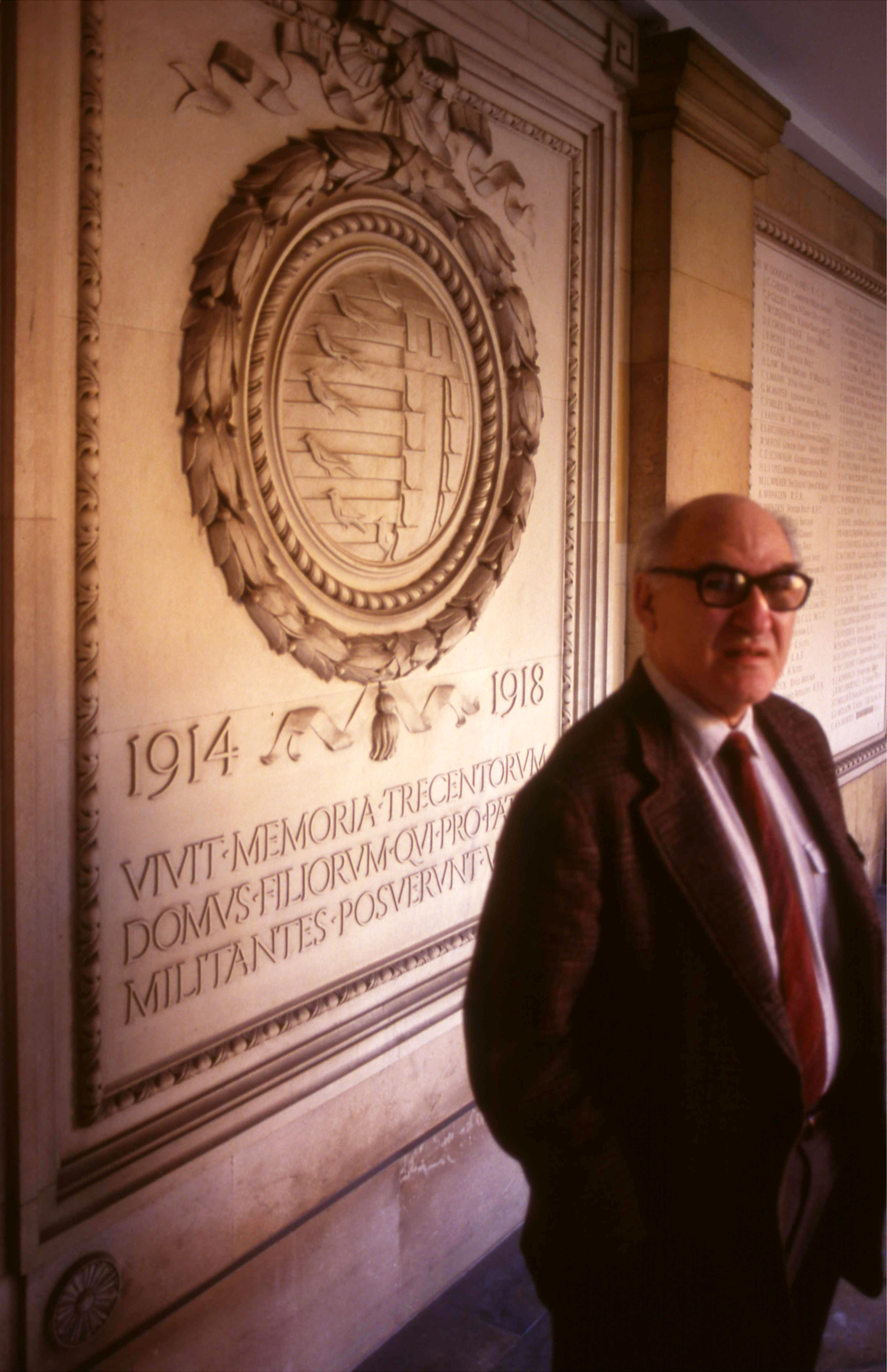
George L. Mosse

L’historien germano-américain George L. Mosse (1919-1999) estime que les régimes fascistes ne sont pas une parenthèse mais bel et bien une forme de construction (une dérive extrême) d’un sentiment national moderne créant un sentiment d’appartenance à travers tous les aspects de la vie sociale (dont l’art, la culture, la création d’une religion civile) (La révolution fasciste. Vers une théorie générale du fascisme, Paris, Seuil, 2003). Une conclusion proche de celle de la sociologue française Anne-Marie Thiesse (La Création des identités nationales. Europe, 18e-20e siècles, Éditions du Seuil, 1999).

## Théories sur le nazisme
Le nazisme a donné lieu à des études spécifiques, qui tranchent avec les analyses générales du fascisme. Parmi les principaux thèmes abordés :

### L’État nazi et Hitler
La forme de l’État allemand a donné lieu à de nombreuses études. À contre-courant d’une vision classique d’un État très organisé et rationnel sur le modèle de l’État prussien, les chercheurs ont au contraire mis en avant la multiplicité des centres de pouvoir autonomes au sein du régime nazi (État, parti nazi, SS, nombreuses structures ad-hoc), formant une sorte de « chaos dirigé » au centre duquel Hitler jouait le rôle d’un arbitre (Hannah Arendt, Martin Broszat, Karl Dietrich Bracher).
Un débat spécifique porte sur la place de Hitler dans le système nazi. Certains libéraux font de Hitler l’acteur principal du régime nazi. Ce n'est pas le cas de Friedrich Hayek pour qui le nazisme s'inscrit dans la continuité du planisme que l'on retrouve également dans le socialisme. Pour les marxistes, la véritable cause du nazisme, comme du fascisme, se trouve dans une réaction de classe de la bourgeoisie, faisant du coup de Hitler un pion interchangeable de l’Histoire. Le débat sur Hitler donne naissance à la théorie du « dictateur faible » (Hans Mommsen) qui s’oppose à la théorie du « maître du IIIe Reich » (Norman Rich, Karl Dietrich Bracher). L’historien britannique Ian Kershaw a cherché à concilier ces deux thèses à travers l’idée d’un « pouvoir charismatique » du Führer, par lequel les Allemands auraient sans cesse cherché à devancer les désir de Hitler, qui n'est donc ni un dictateur tout-puissant, ni un pion interchangeable (Ian Kershaw, Hitler 1889-1936 Hubris, W.W. Norton, New York, 1998).

### L’adhésion du peuple allemand
Les conditions de l’acceptation du régime nazi par le peuple (problème commun à tous les fascismes). La thèse classique est celle d’une soumission forcée par la peur et la contrainte, caractéristique propre à tous les régimes totalitaires, mais qui exonère l’allemand moyen de sa responsabilité. Des historiens contemporains donnent des explications dans lesquels l’allemand moyen a plus de responsabilités. Par exemple certains expliquent que le régime a acheté le peuple allemand par sa politique sociale. Le sociologue de l'École de Francfort Herbert Marcuse esquisse cette question (in État et individu sous le national-socialisme, 1942). Elle sera développée par Götz Aly (Comment Hitler a acheté les Allemands, 2005).

### Le génocide
Le débat historique le plus médiatisé autour du régime nazi a porté sur le génocide des juifs, Tziganes, homosexuels, etc., avec plusieurs questions posées au sein de la querelle des historiens (Historikerstreit) ayant opposé des historiens conservateurs, en particulier Ernst Nolte, soutenu par Klaus Hildebrand et Michael Stürmer, à des intellectuels « de gauche », parmi lesquels Jürgen Habermas, Hans-Ulrich Wehler, Jürgen Kocka, Hans Mommsen, Martin Broszat, Heinrich August Winkler, Eberhard Jäckel et Wolfgang J. Mommsen.
L’un des principaux débats a porté sur la mise en place du génocide avec l’opposition de deux écoles. Pour les fonctionnalistes, le génocide s’est mis en place sans plan préconçu, par des mesures d’urgence sur le terrain, lorsque l'armée allemande, du fait de son avance en Europe centrale et en Russie, s’est trouvée maîtresse de territoires sur lesquels résidaient de très nombreuses populations juives. Les principaux défenseurs de la thèse fonctionnaliste sont Raul Hilberg, Christopher Browning, Hans Mommsen, Martin Broszat, Zygmunt Bauman, etc.
Pour les intentionnalistes, le génocide est une construction programmée volontairement par les dirigeants nazis Hitler et Himmler. Les principaux intentionnalistes sont Andreas Hillgruber, Karl Dietrich Bracher, Klaus Hildebrand, Eberhard Jäckel, Richard Breitman, Lucy Dawidowicz, etc.